# Johann Joseph Peyritsch
Johann Joseph Peyritsch (ur. 20 października 1835 w Völkermarkt, zm. 4 września 1889 w Gries-San Quirino we Włoszech) – austriacki lekarz, botanik, mykolog i profesor uniwersytetu.
Peyritsch uczęszczał do gimnazjum w Grazu w Austrii. Od 1856 r. studiował w c.k. Politechnice w Wiedniu na wydziale matematyki, fizyki i chemii, a w 1860 r. przeniósł się na Uniwersytet Wiedeński, gdzie studiował medycynę. W 1886 r. zaczął pracować jako lekarz w Wiedeńskim Szpitalu Powszechnym. Później pełnił funkcję kustosza w Muzeum Historii Naturalnej w Wiedniu, a w 1878 roku zastąpił Antona Kernera von Marilauna na stanowisku profesora botaniki na Uniwersytecie w Innsbrucku. Pracował tu aż do śmierci.
Był redaktorem słynnej monografii Aroideae Maximilianae Heinricha Wilhelma Schotta, a wraz z Theodorem Kotschy współautorem Plantae Tinneanae, książki opisującej florę zebraną podczas wyprawy Alexine Tinne do Sudanu. Opisał liczne rośliny z rodzin dławiszowatych (Celastraceae) i krasnodrzewowatych (Erythroxylaceae). W dziedzinie mykologii szczególnie interesował się rzędem grzybów owadorostowce (Laboulbeniales).
Przy nazwach naukowych utworzonych przez niego taksonów standardowo dodawany jest skrót jego nazwiska Peyr. (zobacz: lista skrótów nazwisk botaników i mykologów). Uczczono go jego nazwiskiem nazywając rodzaj roślin Peyritschia.